# Easton Royal
Easton Royal – wieś w Anglii, w hrabstwie Wiltshire. Leży 31 km na północ od miasta Salisbury i 111 km na zachód od Londynu.